# Польвериджи
Польвериджи (итал. Polverigi) — коммуна в Италии, располагается в регионе Марке, в провинции Анкона.
Население составляет 3450 человек (2008 г.), плотность населения составляет 140 чел./км². Занимает площадь 25 км². Почтовый индекс — 60020. Телефонный код — 071.
Покровителем коммуны почитается святой Антоний Апамейский (Sant’Antonino di Apamea), празднование 2 сентября.

## Демография
Динамика населения:

## Администрация коммуны
- Официальный сайт: http://www.provincia.ancona.it/comuni/polverigi/